# ヨシダナオキ (小惑星)
(350173) ヨシダナオキ（英語: (350173) Yoshidanaoki）は、小惑星帯を公転している小惑星の一つである。2006年9月25日にレモン山天文台で行われているレモン山サーベイによる観測から発見が報告された。その後、過去の観測記録と追観測から軌道が精査され、2012年1月9日に仮符号2011 UL96が、2012年12月28日には小惑星番号350173が与えられた。

## 名称
仮符号は 2011 UL96。発見後の観測から、2004 HM70 と 2006 US245 として発見された小惑星と同一であることが判明している。2022年4月11日に国際天文学連合の小天体の命名に関するワーキンググループ (WGSBN) が公表した「WGSBN Bulletin」にて (350173) 2011 UL96 に Yoshidanaoki という名称が正式に付与された。名称は日本のゲームクリエイターで、『ファイナルファンタジーXIV』のプロデューサー兼ディレクターとして著名な吉田直樹に由来している。同年4月12日に掲示板型ソーシャルニュースサイトであるRedditにて、この小惑星への命名権を持つユーザーがこの名称を選定したことについて投稿し、この日にリリースされた本作内における追加パッチのテーマに相応しいという理由で命名したと述べている。